# Kylie Minogue (album)
Albums de Kylie Minogue
Greatest Hits
(1991) Impossible Princess
(1997)
Singles
1. Confide in Me
Sortie : 29 août 1994
2. Put Yourself in My Place
Sortie : 14 novembre 1994
3. Where Is the Feeling?
Sortie : 10 juillet 1995

Kylie Minogue est le cinquième album studio de la chanteuse éponyme australienne Kylie Minogue, sorti le 19 septembre 1994 sous les labels Deconstruction Records dans le monde, et Mushroom Records en Australie et en Nouvelle-Zélande. À la suite du nouveau contrat avec sa maison de disques, Kylie Minogue a collaboré avec des producteurs comme Dave Ball, Ingo Vauk, Brothers in Rhythm, Manic Street Preachers et Rob Dougan.

## Liste des pistes
| No  | Titre                    | Auteur                                         | Producteur(s)                        | Durée |
| --- | ------------------------ | ---------------------------------------------- | ------------------------------------ | ----- |
| 1.  | Confide in Me            | Steve Anderson, Dave Seaman, Owain Barton      | Brothers in Rhythm                   | 5:51  |
| 2.  | Surrender                | Gerry DeVeaux, Charlie Mole                    | Gerry DeVeaux, John Waddle, Tim Bran | 4:25  |
| 3.  | If I Was Your Lover      | Jimmy Harry                                    | Jimmy Harry                          | 4:45  |
| 4.  | Where Is the Feeling?    | Wilf Smarties, Jayn Hanna                      | Brothers in Rhythm                   | 6:58  |
| 5.  | Put Yourself in My Place | Jimmy Harry                                    | Jimmy Harry                          | 4:54  |
| 6.  | Dangerous Game           | Steve Anderson, Dave Seaman                    | Brothers in Rhythm                   | 5:30  |
| 7.  | Automatic Love           | Kylie Minogue, Inga Humpe, The Rapino Brothers | Brothers in Rhythm                   | 4:45  |
| 8.  | Where Has the Love Gone  | Alex Palmer, Julie Stapleton                   | Pete Heller, Terry Farley            | 3:06  |
| 9.  | Falling                  | Neil Tennant, Chris Lowe                       | Pete Heller, Terry Farley            | 6:43  |
| 10. | Time Will Pass You By    | Dino Fekaris, Nick Zesses, John Rhys           | M People                             | 5:26  |

## Crédits
| - Kylie Minogue – chant - Greg Bone – guitare - Steve Anderson – piano, producteur - Brothers in Rhythm – producteur, arrangeur - Dancin' Danny D – producteur, remixage - Gerry DeVeaux – producteur, arrangeur - Jimmy Harry – producteur, arrangeur - Pete Heller – producteur, ingénieur du son - M People – producteur, arrangeur - Paul Masterson – producteur, remixage - Ronin – producteur, remixage - Saint Etienne – producteur - Dave Seaman – producteur - John Waddell – producteur, arrangeur - Justin Warfield – producteur, remixage | - Wil Malone – arrangement des cordes - Richard Niles – arrangement des cordes, arrangement orchestral - Andy Bradfield – ingénieur du son - Tim Bran – ingénieur du son, producteur assistant - Ian Catt – ingénieur du son - Doug DeAngelis – ingénieur du son, mixage - Terry Farley – ingénieur du son - Paul West – ingénieur du son, mixage - Gary Wilkinson – ingénieur du son - Paul Wright III – ingénieur du son, mixage - Niall Flynn – ingénieur du son assistant - Paul Anthony Taylor – programmation - Katie Grand – styliste - Rankin – photographie |

## Classements
| Hitparade (1994)                 | Position |
| -------------------------------- | -------- |
| Australie (ARIA Charts)          | 3        |
| Allemagne (Media Control Charts) | 78       |
| Japon (Oricon)                   | 54       |
| Suède (Sverigetopplistan)        | 39       |
| Suisse (Schweizer Hitparade)     | 33       |
| Royaume-Uni (UK Albums Chart)    | 4        |